# Ukraińskie bataliony Schutzmannschaft

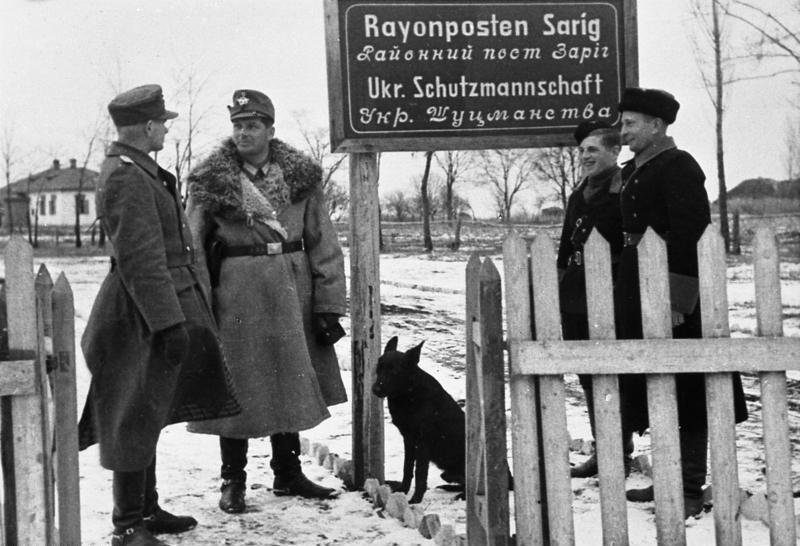
Policjanci ukraińscy i niemieccy koło Kijowa, grudzień 1942 r.

Ukraińskie bataliony Schutzmannschaft (niem. Ukrainische Schutzmannschaft) – kolaboracyjne Bataliony Policyjne utworzone przez okupacyjne władze niemieckie na terenie Komisariatu Rzeszy Ukraina i Generalnego Gubernatorstwa z ochotników narodowości ukraińskiej.

## Utworzenie
Pierwsze ukraińskie bataliony policyjne powstały po rozwiązaniu batalionów „Nachtigall” i „Roland”. Następne powstały w lutym 1942 roku w Kijowie na bazie Kurenia Bukowińskiego oraz Kurenia Kijowskiego (formacji utworzonej z jeńców Armii Czerwonej).
Z formacji tych sformowało ukraińskie bataliony policyjne o numerach: 105, 106, 108-111, 113-126, 129-131, 134-140, 143-146, 157-161.
Na pagonach Ukraińcy mieli wyszytą swastykę, a od 1943 roku mogli nosić na lewym rękawie munduru swastykę w wieńcu laurowym i napisem „Treu Tapfer Gehorsam” (niem. Wierny Waleczny Posłuszny).
W Generalnym Gubernatorstwie utworzono 12 batalionów Schuma: jeden polski (202), siedem ukraińskich (201, 203, 204, 205, 206, 207, 208), i cztery kozackie (209, 210, 211, 212).

## Historia
Jednostki te przeznaczone były głównie w operacjach do zwalczania partyzantki. Już w lecie 1942 roku, skierowano do walk z partyzantami na Białorusi bataliony 101, 102 i 109. W końcem sierpnia dołączył do walk na odcinku białoruskim bataliony 115 i 118. W 1943 roku część batalionów ukraińskich została organizacyjnie włączona do niemieckich pułków strzeleckich o numerach od 31 do 38.
Policjanci ukraińscy dopuścili się wielu zbrodni przeciwko ludności cywilnej, w szczególności żydowskiej (także przy okazji likwidacji gett).
Latem 1944 roku, ukraińskie jednostki policyjne poniosły dotkliwe straty w walkach z partyzantką radziecką, czego efektem było rozformowanie 109 batalionu, natomiast bataliony 57, 61 i 62 weszły w skład 29 Dywizji Grenadierów SS (1 rosyjskiej).

## Pacyfikacje wsi i prześladowania Polaków
We wrześniu 1942 w odpowiedzi na pomoc udzielaną partyzantce, Niemcy z pomocą ukraińskiej policji pomocniczej spacyfikowali ukraińskie wsie Borky, Zabłocie, Borysówkę i Kortelisy, gdzie zginęło aż 2892 mieszkańców. Policjanci w tego rodzaju akcjach przeciwko pobratymcom brali udział niechętnie i szerzyły się wśród nich nastroje buntu i niechęci do okupanta, natomiast często ukraińscy policjanci zabijali Polaków, nierzadko całe rodziny.
13 listopada 1942 roku w polskiej kolonii Obórki na Wołyniu policjanci rozstrzelali 37 Polaków, jedną Ukrainkę i jedną Żydówkę oraz zrabowali dobytek zabitych.